# Liêu Thái Tổ
Liêu Thái Tổ (giản thể: 辽太祖; phồn thể: 遼太祖; bính âm: Liáo Tàizŭ) (872-926), tên là Gia Luật A Bảo Cơ (Yelü Abaoji, 耶律阿保機), phiên âm tiếng Mongol: Ambagyan, Hán danh là Gia Luật Ức (耶律亿), nhũ danh Xuyết Lý Chích (啜里只), là vị hoàng đế đầu tiên của Khiết Đan, trong lịch sử Trung Quốc.

## Thuở nhỏ
Gia Luật A Bảo Cơ sinh năm 872 ở khu vực nay là Nội Mông trong một gia tộc nhiều đời là tù trưởng và thủ lĩnh quân sự (di lý cận) của bộ tộc Điệt Lạt của Khiết Đan. Đương thời, Điệt Lạt là bộ lạc lớn nhất và mạnh nhất trong số tám bộ lạc Khiết Đan liên minh; tuy nhiên, ngôi vị đại hãn nằm trong tay Diêu Liễn thị. Gia Luật A Bảo Cơ là con trai trưởng của Gia Luật Tát Lạt Đích, mẹ là Tiêu Nham Chỉ Cân.

## Thủ lĩnh liên minh các bộ lạc Khiết Đan
Năm 901, Gia Luật A Bảo Cơ được lập làm thủ lĩnh quân sự (di lý cận kiêm nhiệm ư việt), không lâu sau đó thì được hội đồng bộ lạc bầu lên làm tù trưởng Điệt Lạt bộ. Ông dùng vũ lực chinh phục các địa khu Khiết Đan phụ cận, các khu của người Hán và các sắc dân khác.
Năm 903, Gia Luật A Bảo Cơ trở thành lãnh đạo quân sự của toàn thể người Khiết Đan, chỉ dưới quyền Đại hãn Khiết Đan.
Tướng nhà Đường ở Doanh Châu là Lưu Nhân Cung đã rất am hiểu về các hoạt động quân sự của người Khiết Đan. Lưu Nhân Cung thường phái quân Đường đi cướp bóc các vùng đất của Khiết Đan, cũng như đốt đồng cỏ để khiến ngựa Khiết Đan không có thức ăn. Vào mùa đông năm 903, khi Gia Luật A Bảo Cơ phái nữ tế Thuật Luật A Bát (述律阿缽) đi đánh Sơn Hải quan của nhà Đường (đời vua Đường Chiêu Tông), con của Lưu Nhân Cung là Lưu Thủ Quang đã dùng mưu kế bắt được các chỉ huy quân Khiết Đan, đòi tiền chuộc.

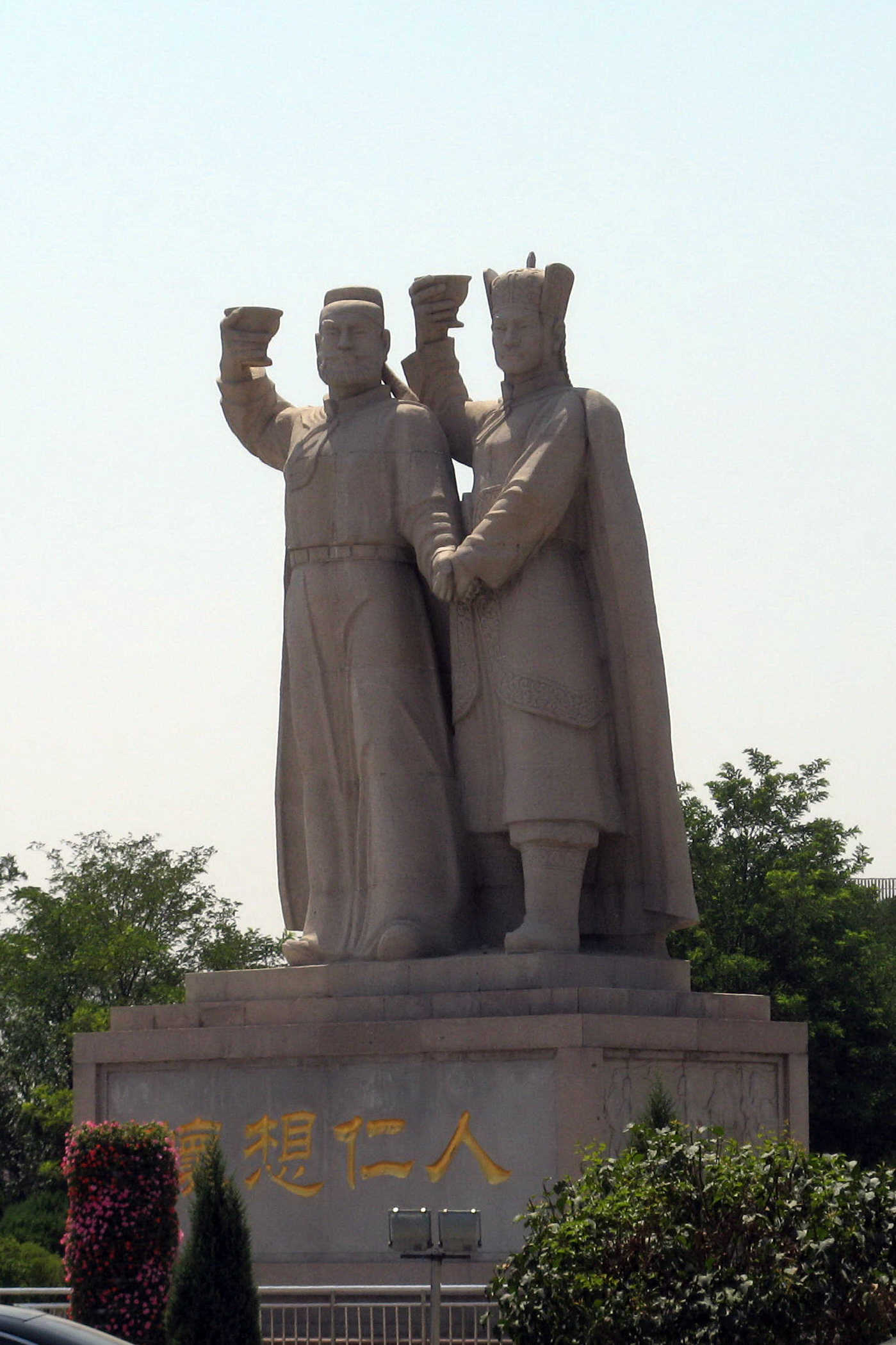
Tượng ở Hoài Nhân,Sơn Tây, kỷ niệm Lý Khắc Dụng và Gia Luật A Bảo Cơ kết làm anh em.

Năm 905 Tấn vương Lý Khắc Dụng của nước Tấn, một trong các quân phiệt chính thời vãn Đường, gặp Gia Luật A Bảo Cơ, người Khiết Đan. Hai người thề nguyện kết làm anh em.
Ngày 27 tháng 2 năm 907, Gia Luật A Bảo Cơ sau đó được tôn làm thủ lĩnh của liên minh bộ lạc, thay thế Ngân Đức Cận khả hãn, kết thúc chín đời Diêu Liễn thị nắm giữ ngôi vị khả hãn Khiết Đan, trở thành khả hãn với nhiệm kỳ 3 năm. Ông trọng dụng người Hán và sau đó đã cải sang chế độ thế tập, tức cha truyền con nối. Cùng năm Gia Luật A Bảo Cơ trở thành đại hãn, tại Trung Nguyên, quân phiệt Chu Ôn soán ngôi nhà Đường rồi xưng đế, mở ra thời kỳ Ngũ Đại Thập Quốc đầy biến động. Gia Luật A Bảo Cơ trước sau trấn áp các quý tộc Khiết Đan làm loạn, chinh phục các bộ lạc Khố Mặc Hề, Thất Vi, Hiệt Kiết Tư, Trở Bốc; đồng thời khống chế khu sản xuất muối ở Mông Cổ; trên phương diện kinh tế và quân sự đều rất cường thịnh.

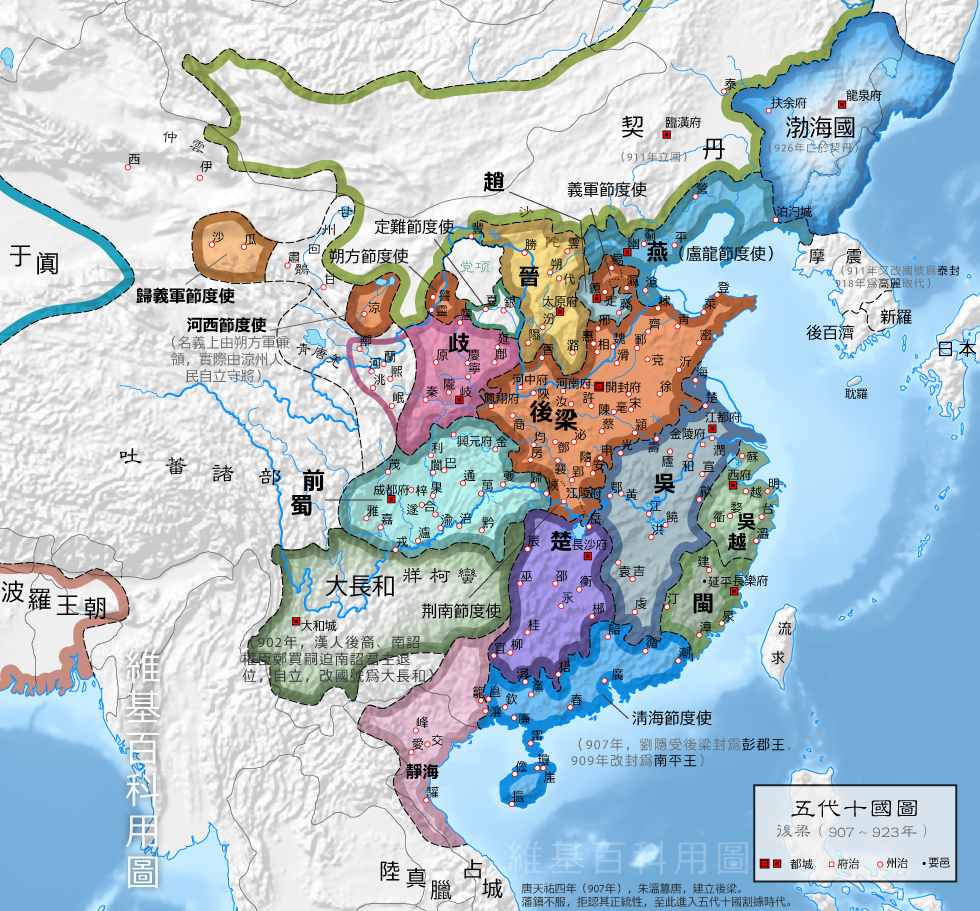
Bản đồ giai đoạn nhà Hậu Lương (907-923)
Bột Hải Quốc (渤海國)
Yên (燕)
Tấn (晉), tiền thân của nhà Hậu Đường
Triệu (趙)
Kỳ (岐)
Nhà Hậu Lương (後梁)

Cùng năm 907, vương quốc Bột Hải (đời vua Đại Nhân Soạn) xảy ra xung đột với tộc Khiết Đan của Gia Luật A Bảo Cơ vì quyết định của người Khiết Đan gần Xích Phong và Thông Liêu hiện đại, những người đã từng công nhận uy quyền tối cao của vương quốc Bột Hải từ đời vua Đại Kiền Hoảng, trở thành một phần của tộc Khiết Đan do Gia Luật A Bảo Cơ đứng đầu. Gia Luật A Bảo Cơ đưa quân Khiết Đan đi đánh chiếm lưu vực Liêu Hà thuộc Liêu Đông phủ của vương quốc Bột Hải, dẫn đến một cuộc xung đột đẫm máu kéo dài 20 năm giữa tộc Khiết Đan và vương quốc Bột Hải.
"Cựu ngũ đại sử – Khiết Đan truyện" chép rằng: Lý Tồn Úc vừa kế vị làm Tấn vương của nước Tấn vào năm 908, quân Hậu Lương của Hậu Lương Thái Tổ vây Lộ Châu. Tấn vương Lý Tồn Úc sai sứ đến Khiết Đan của Gia Luật A Bảo Cơ báo tang, hối lộ vàng lụa, cầu kỵ binh đến cứu Lộ Châu. Kỵ binh Khiết Đan đến Lộ Châu. Quân Hậu Lương rút lui.
Từ năm 908 đến năm 910, tộc Khiết Đan của thủ lĩnh Gia Luật A Bảo Cơ và vương quốc Bột Hải của vua Đại Nhân Soạn thường xuyên xảy ra giao tranh ở biên giới hai bên.
Trong phần lớn lịch sử Trung Quốc, ngôi vị hoàng đế được truyền theo chế độ thế tập; tức được truyền từ cha cho con trai cả khi người cha qua đời. Trong khi đó, mặc dù người Khiết Đan cũng kế vị dựa trên quan hệ gia đình, song yếu tố quan trọng là khả năng của người đó, toàn bộ các huynh đệ và cháu trai cũng như con trai của vị thủ lĩnh trước đều có thể kế vị hợp lệ. Những thủ lĩnh Khiết Đan chắc rằng sẽ bàn giao quyền lực cho một người họ nội sau nhiệm kỳ ba năm. Từ năm 907 đến năm 910 quyền lực của Gia Luật A Bảo Cơ không bị thách thức. Tuy nhiên, sau năm 910, khi A Bảo Cơ bỏ qua truyền thống Khiết Đan là cần giao lại ngôi vị đại hãn cho một thành viên khác trong gia tộc, quyền cai trị của ông bị thách thức trực tiếp.
Năm 911, vua Tân La Hiếu Cung Vương của Tân La đã gửi quân Tân La đi đường biển lên phía bắc, hội quân với quân đội của vương quốc Bột Hải (đời vua Đại Nhân Soạn) cùng tấn công khu vực Liêu Hà của tộc Khiết Đan (đời thủ lĩnh Gia Luật A Bảo Cơ). Cuộc chiến bất phân thắng bại và liên quân Tân La - Bột Hải đã chủ động lui quân.
Năm 912, Tấn vương Lý Tồn Úc phát động chiến dịch tấn công nước Đại Yên của vua Lưu Thủ Quang. Trong chiến dịch đó, Lý Tự Nguyên được giao nhiệm vụ tấn công vào Doanh châu, và buộc thứ sử châu này là Triệu Kính phải đầu hàng. Lưu Thủ Quang cử tướng Nguyên Hành Khâm lên phía bắc đón quân cứu viện Khiết Đan của Gia Luật A Bảo Cơ. Lý Tồn Úc cử Lý Tự Nguyên dẫn quân ngăn chặn Nguyên Hành Khâm.
Trong năm 912, các thành viên trong gia tộc của Gia Luật A Bảo Cơ, bao gồm hầu hết các em trai của ông, đã cố gắng tiến hành nổi dậy vũ trang và kêu gọi vua Đại Nhân Soạn của vương quốc Bột Hải phái quân đến tiếp ứng cho họ. Gia Luật A Bảo Cơ phát giác ra kế hoạch đó nên đã nhanh chóng dẫn quân đi đánh bại quân đội của các em trai ông. Sau đó ông cũng đánh tan quân Bột Hải (do vua Đại Nhân Soạn phái đến) ngay tại biên giới. Sau khi cuộc nổi dậy đầu tiên bị đánh bại, Gia Luật A Bảo Cơ đã tha thứ cho những người chủ mưu.
Năm 913 các thành viên trong gia tộc của Gia Luật A Bảo Cơ, bao gồm hầu hết các em trai của ông, đã cố gắng tiến hành nổi dậy vũ trang lần thứ hai và lại kêu gọi vua Đại Nhân Soạn của vương quốc Bột Hải phái quân đến tiếp ứng cho họ. Gia Luật A Bảo Cơ đã dẫn quân đi đánh bại quân đội của các em trai ông. Sau đó ông lại đánh tan quân Bột Hải (do vua Đại Nhân Soạn phái đến) ngay tại biên giới. Sau cuộc nổi dậy lần thứ hai này, chỉ có các em trai của Gia Luật A Bảo Cơ được tha, những người chủ mưu khác đều bị ông xử tử.
Cùng năm 914 thủ lĩnh Gia Luật A Bảo Cơ của tộc Khiết Đan đã phái quân tấn công Liêu Đông phủ của vương quốc Bột Hải. Vua Đại Nhân Soạn của vương quốc Bột Hải đã gấp rút cử quân Bột Hải đến giúp Liêu Đông vương phòng thủ. Nhiều cuộc chiến đấu đẫm máu giữa hai bên đã diễn ra ở Liêu Đông phủ.
Năm 915, Gia Luật A Bảo Cơ xuất binh chinh phạt người Thất Vi thắng lợi về nước, song lại bị các địch thủ chính trị ép giao lại tước vị thủ lĩnh liên minh Khiết Đan (do Gia Luật A Bảo Cơ đã làm thủ lĩnh Khiết Đan đến 3 nhiệm kỳ với 9 năm). Gia Luật A Bảo Cơ sau đó đã nổi dậy giết chết các địch thủ chính trị, thống nhất các bộ lạc Khiết Đan khác nhau lại thành một mối. Vua Đại Nhân Soạn của vương quốc Bột Hải nhân cơ hội tộc Khiết Đan vừa trải qua các cuộc chém giết đẫm máu thì phái quân Bột Hải tấn công tộc Khiết Đan. Tuy nhiên quân Bột Hải đã bị Gia Luật A Bảo Cơ đánh bại, phải lui quân.

## Hoàng đế của Đại Khiết Đan quốc
Ngày 17 tháng 3 năm 916, Gia Luật A Bảo Cơ đăng cơ xưng hoàng đế, lập quốc hiệu là Khiết Đan, kiến lập Đại Khiết Đan quốc (ngày 24 tháng 2 năm 947, Liêu Thái Tông đã cải quốc hiệu thành Đại Liêu.), lập niên hiệu là Thần Sách. Gia Luật A Bảo Cơ tiến hành một số thay đổi để khiến quốc gia Khiết Đan tiến gần hơn đến mô hình quản lý nhà nước của các triều đại Trung Hoa. Ông xưng đế và đặt ra niên hiệu, xác định con trưởng là Gia Luật Bội làm người kế vị. Kế vị theo hình thức thế tập là tiêu chuẩn có từ lâu trong văn hóa Hán, song không được người Khiết Đan chấp thuận, gây ra xích mích giữa mong muốn của Gia Luật A Bảo Cơ và sự tin tưởng của thượng tầng Khiết Đan, trong đó có Hoàng hậu Thuật Luật Bình. Gia Luật A Bảo Cơ cảm nhận được khả năng quá trình kế vị có thể rơi vào khó khăn, do vậy ông buộc các thủ lĩnh Khiết Đan phải thề trung thành với Gia Luật Bội sau khi ông bổ nhiệm người con này là người kế vị. Đối với người Khiết Đan, điều này được xem là một động thái mang tính cấp tiến.
Khi hoàng đế Gia Luật A Bảo Cơ hỏi các tùy tùng của mình rằng nên cúng tế cho vị thần thánh nào trước tiên khi trở thành hoàng đế, tùy tùng của ông phần lớn đều tán thành cúng tế Phật. Sau khi hoàng đế Gia Luật A Bảo Cơ chỉ ra rằng Phật không phải là một thần thánh Trung Hoa, thái tử Gia Luật Bội đã tán thành cúng tế Khổng Tử trước tiên. Gia Luật A Bảo Cơ hài lòng với ý kiến này và đã cho xây một đền thờ Khổng Tử, sai Gia Luật Bội đến cúng tế Khổng Tử hai lần mỗi năm.
Thái tử Gia Luật Bội sau đó phụng sự như một chỉ huy tiền tuyến của hoàng đế Gia Luật A Bảo Cơ trong các chiến dịch chống lại người Ô Cổ (烏古) và người Đảng Hạng. Đích thân hoàng đế Gia Luật A Bảo Cơ dẫn quân Khiết Đan tấn công Liêu Đông phủ của vương quốc Bột Hải (đời vua Đại Nhân Soạn) vào cuối năm 916. Đến giữa năm 917 quân Khiết Đan mới lui quân.
Gia Luật A Bảo Cơ sau khi kiến quốc vẫn tiếp tục tấn công các dân tộc hay chính quyền xung quanh, Thất Vi và Khố Mạc Hề (Kumo Xi) lần lượt bị tiêu diệt trong năm 917. Sau khi tiêu diệt Thất Vi, lãnh thổ Đại Khiết Đan quốc của Gia Luật A Bảo Cơ đã bao bọc biên giới phía bắc của vương quốc Bột Hải (đời vua Đại Nhân Soạn).
Nước Tấn sớm gặp phải thách thức từ Khiết Đan ở phía bắc, Hoàng đế Gia Luật A Bảo Cơ của Khiết Đan để thái tử Gia Luật Bội trông nom kinh đô Lâm Hoàng (臨潢, nay thuộc Xích Phong, Nội Mông, Trung Quốc) rồi tự ông tiến hành một cuộc tiến công lớn vào Lô Long trong năm 917, bao vây U châu. Mặc dù Tấn vương Lý Tồn Úc của nước Tấn cùng các bộ tướng (Lý Tự Nguyên, Lý Tồn Thẩm, Diêm Bảo (閻寶)) sau đó đẩy lui được người Khiết Đan, song người Khiết Đan sau đó định kỳ xâm nhập Lô Long. Trong thời gian này, Thái tử Gia Luật Bội được cho là đã phác thảo một kế hoạch chinh phục vương quốc Bột Hải (đời vua Đại Nhân Soạn), nước láng giềng phía đông của Đại Khiết Đan quốc. Hoàng hậu Thuật Luật Bình của Gia Luật A Bảo Cơ cũng là một nhân vật mạnh mẽ khác thường. Thuật Luật Bình từng chỉ huy một đội quân gồm 20 vạn kị binh làm nhiệm vụ duy trì trật tự trong lúc Gia Luật A Bảo Cơ tiến hành chiến dịch quân sự ở bên ngoài. Bà ta cũng từng tự mình lãnh đạo chiến dịch quân sự.
Cùng năm 917, các em của Gia Luật A Bảo Cơ tiếp tục âm mưu làm phản lại ông, song họ đều dễ dàng bị ông đè bẹp. Vua Đại Nhân Soạn của vương quốc Bột Hải cũng nhân lúc Đại Khiết Đan quốc đang gặp nội loạn thì phái quân Bột Hải tấn công Liêu Hà của Đại Khiết Đan quốc. Gia Luật A Bảo Cơ nhanh chóng đến Liêu Hà đánh lui quân Bột Hải này.
Năm 918 Hoàng đế Gia Luật A Bảo Cơ của Đại Khiết Đan quốc xuất quân từ Liêu Hà đánh chiếm Liêu Đông phủ của vương quốc Bột Hải (đời vua Đại Nhân Soạn), bao bọc toàn bộ biên giới phía tây và phía bắc của vương quốc Bột Hải. Quân Khiết Đan bắt giữ nhiều tù binh Bột Hải. Liêu Đông vương của Liêu Đông phủ phải bỏ chạy về phía tây. Điều này khiến cho cả triều đình Bột Hải rơi vào cảnh hoang mang. Vua Đại Nhân Soạn đã gấp rút cử quân đến giúp Áp Lục vương phòng thủ Áp Lục phủ, giúp Trường Lĩnh vương phòng thủ Trường Lĩnh phủ, giúp Phù Dư vương phòng thủ Phù Dư phủ, giúp Mạc Hiệt vương phòng thủ Mạc Hiệt phủ và giúp Thiết Lợi vương phòng thủ Thiết Lợi phủ. Nhiều cuộc chiến đấu đẫm máu giữa Khiết Đan và Bột Hải đã diễn ra ở Áp Lục phủ, Trường Lĩnh phủ, Phù Dư phủ, Mạc Hiệt phủ và Thiết Lợi phủ.
Vua Đại Nhân Soạn đã gửi hai sứ giả đến hai quốc gia láng giềng là Tân La (đời vua Tân La Cảnh Minh Vương) và Nhật Bản (đời Thiên hoàng Daigo) để yêu cầu họ giúp đỡ vương quốc Bột Hải trong việc chống lại Đại Khiết Đan quốc, nhưng không ai đáp ứng lời đề nghị đó.
Gia Luật A Bảo Cơ thành lập thủ đô Thượng Kinh, dựa theo mô hình thủ đô Trung Hoa. Gia Luật A Bảo Cơ đã cưỡng đoạt nhân khẩu ở Trung Nguyên, thu nạp các lưu dân Hà Bắc chạy chiến loạn, cho xây thành theo phong cách Trung Nguyên để an trí họ. Đồng thời, Gia Luật A Bảo Cơ cũng bổ nhiệm sử dụng những người Hán như Hàn Diên Huy, Hàn Trí Cổ, Khang Mặc Ký và Lư Văn Tiến. Gia Luật A Bảo Cơ cho xây hoàng đô phủ Lâm Hoàng, nay thuộc Ba Lâm Tả của Nội Mông.
Cùng năm 918, các em của Gia Luật A Bảo Cơ lại tiếp tục âm mưu làm phản lại ông, song họ đều dễ dàng bị ông đè bẹp.
Từ năm 919 đến năm 922 đã xảy nhiều cuộc chiến đấu đẫm máu giữa Đại Khiết Đan quốc (đời hoàng đế Gia Luật A Bảo Cơ) và vương quốc Bột Hải (đời vua Đại Nhân Soạn) ở Áp Lục phủ, Trường Lĩnh phủ, Phù Dư phủ, Mạc Hiệt phủ và Thiết Lợi phủ (5 phủ của vương quốc Bột Hải).
Năm 920 Gia Luật A Bảo Cơ sáng kiến ra đại tự Khiết Đan đồng thời thúc đẩy việc sử dụng trong cả nước Đại Khiết Đan quốc.
Năm 921 một đồng minh lớn của Tấn vương Lý Tồn Úc là Triệu vương Vương Dung đã bị con nuôi là Vương Đức Minh ám sát. Vương Đức Minh đoạt quyền kiểm soát nước Triệu và đổi tên lại thành Trương Văn Lễ. Thoạt đầu, Trương Văn Lễ giả bộ tiếp tục quy phục Tấn vương Lý Tồn Úc, song lại lo sợ rằng Lý Tồn Úc sẽ có hành động chống lại mình, vì thế Trương Văn Lễ đã bí mật thượng lượng với vua Chu Trấn của nhà Hậu Lương và hoàng đế Gia Luật A Bảo Cơ của Đại Khiết Đan quốc để chuẩn bị đánh nước Tấn của Lý Tồn Úc. Lý Tồn Úc ra quân đánh Triệu, Trương Văn Lễ hay tin thì kinh sợ mà chết. Tuy nhiên, dưới sự lãnh đạo của con Trương Văn Lễ là Trương Xử Cẩn (張處瑾), quân Triệu vẫn kháng cự quân Tấn.
Một đồng minh khác của nước Tấn là Nghĩa Vũ cũng xảy ra khủng hoảng. Vương Xử Trực lo ngại rằng một khi nước Tấn chinh phục được đất Triệu thì Nghĩa Vũ chắc chắn sẽ bị sáp nhập vào lãnh thổ Tấn, và do đó ông ta tán thành việc tha thứ cho Trương Văn Lễ. Khi bị Tấn vương Lý Tồn Úc khước từ đề nghị, Vương Xử Trực quyết định bí mật đàm phán với Hoàng đế Gia Luật A Bảo Cơ của Khiết Đan để mởì Gia Luật A Bảo Cơ xâm nhập Tấn, liên lạc thông qua con là Vương Úc (王郁)- đang là một sĩ quan Tấn ở biên giới với Khiết Đan. Vương Úc chấp thuận khi Vương Xử Trực hứa rằng sẽ cho người này thừa kế thay vì nghĩa tử Vương Đô. Tuy nhiên, quan lại Nghĩa Vũ không muốn thấy quân Khiết Đan xâm nhập, Vương Đô liền tận dụng điều này để tiến hành binh biến chống Vương Xử Trực. Vương Đô cho quản thúc Vương Xử Trực, đồ sát các hậu duệ của Vương Xử Trực tại thủ phủ Định châu (定州) của Nghĩa Vũ. Vương Đô sau đó thông báo sự việc cho Tấn vương Lý Tồn Úc. Lý Tồn Úc bổ nhiệm Vương Đô là Nghĩa Vũ lưu hậu, trên thực tế biến Nghĩa Vũ thành chư hầu của nước Tấn. Một người con của Vương Xử Trực là Vương Uy (王威) chạy thoát sang lãnh thổ Khiết Đan, và sau đó người này phụng sự dưới quyền Gia Luật A Bảo Cơ và Gia Luật Đức Quang.
Tháng 11 ÂL năm 921 thấy Tấn vương Lý Tồn Úc đang bị Trương Xử Cẩn cầm chân, nhà Hậu Lương (đời vua Chu Trấn) từ chối cứu viện Thành Đức. Tuy nhiên hoàng đế Khiết Đan là Gia Luật A Bảo Cơ chấp thuận cứu viện Trương Xử Cẩn. Gia Luật A Bảo Cơ đã đem quân xâm nhập nước Tấn (đời Tấn vương Lý Tồn Úc) do bị Vương Úc thuyết phục rằng Thành Đức (do Trương Xử Cẩn cai trị) và Nghĩa Vũ (do Vương Đô cai trị) là những vùng đất giàu có. Lý Tồn Úc cử Lý Tồn Thẩm làm Lữ Long tiết độ sứ để chống lại người Khiết Đan. Đến tháng 12 ÂL năm Tân Tị (921), Tấn vương Lý Tồn Úc để các tướng lĩnh của mình bao vây Trấn châu, đích thân đem quân đi giáp chiến với quân Khiết Đan. Lý Tồn Úc đã đánh bại quân Khiết Đan, buộc Hoàng đế Khiết Đan là Gia Luật A Bảo Cơ phải rút lui vào tháng 1 ÂL năm Nhâm Ngọ (922), quân Thành Đức của Trương Xử Cẩn mất đi đồng minh. Tháng 10 năm 922, Tấn vương Lý Tồn Úc chiếm thành Thành Đức và xử tử Trương Xử Cẩn. Lãnh thổ của Triệu rơi vào tay Tấn vương Lý Tồn Úc.
Trong năm 922, Gia Luật A Bảo Cơ đã gửi ngựa và lạc đà đến Cao Ly (đời vua Cao Ly Thái Tổ) để thể hiện tình hữu nghị.
Cuối năm 922 Gia Luật Đức Quang được hoàng đế Khiết Đan là Gia Luật A Bảo Cơ phong làm Thiên hạ Binh mã Đại nguyên soái, dẫn quân tấn công nước Tấn của Lý Tồn Úc.
Đầu mùa xuân năm 923, quân Khiết Đan dưới sự chỉ huy của Gia Luật Đức Quang đã chiếm được Bình Châu của nước Tấn (đời Tấn vương Lý Tồn Úc). Lý Tồn Úc vẫn bỏ qua quân Khiết Đan, chỉ để tâm đến nhà Hậu Lương của vua Chu Trấn. Gia Luật Đức Quang tiếp tục chỉ huy quân Khiết Đan đánh bại được Hồ Tốn của tộc Hề (Khố Mạc Hề).
Sau đó Gia Luật A Bảo Cơ cùng Gia Luật Đức Quang dẫn quân Khiết Đan đánh bại các bộ lạc Quyết Lý, Ngạc Nhĩ Đa Tư, kiểm soát hành lang Hà Tây, chiếm giữ Cam châu từ tay người Hồi Hột.
Tháng 5 năm 923, Tấn vương Lý Tồn Úc của nước Tấn xưng đế, đổi quốc hiệu thành Đại Đường, sử gọi là nhà Hậu Đường. Tuy nhiên, khi đó viễn cảnh của nhà Hậu Đường là không tích cực, phải đối mặt với các cuộc xâm nhập đều đặn của người Khiết Đan (do hoàng đế Gia Luật A Bảo Cơ phái đến) vào Lô Long, cùng việc An Nghĩa làm phản quy hàng nhà Hậu Lương (đời vua Chu Trấn) mới diễn ra. Nhưng Lý Tồn Úc đã phái binh đánh nhà Hậu Lương, chiếm Vận châu vào tháng 6 năm 923.
Quyền lực ngày càng tăng của Đại Khiết Đan quốc (đời hoàng đế Gia Luật A Bảo Cơ) ở Mãn Châu là mối đe dọa lớn nhất đối với vương quốc Bột Hải của vua Đại Nhân Soạn.
Trong năm 923, hoàng đế Gia Luật A Bảo Cơ nước Đại Khiết Đan quốc cùng con trai thứ hai là Gia Luật Đức Quang dẫn quân từ Liêu Đông phủ đánh chiếm Trường Lĩnh phủ và Hiển Đức phủ của vương quốc Bột Hải (đời vua Đại Nhân Soạn). Trường Lĩnh vương và Hiển Đức vương bỏ chạy về kinh đô Thượng Kinh của vương quốc Bột Hải. Sau đó hoàng đế Gia Luật A Bảo Cơ cùng Gia Luật Đức Quang tiếp tục dẫn quân Khiết Đan công phá kinh đô Thượng Kinh (nay là Ninh An, Hắc Long Giang, Trung Quốc) thuộc Long Tuyền phủ của vương quốc Bột Hải. Vua Đại Nhân Soạn cùng Long Tuyền vương phái quân chống cự. Cuối cùng nhờ quân dân Bột Hải kiên cường chống đỡ, hoàng đế Gia Luật A Bảo Cơ cùng Gia Luật Đức Quang phải cho rút quân về nước Đại Khiết Đan quốc sau nhiều tháng chiến đấu. Trường Lĩnh vương và Hiển Đức vương trở lại cai trị Trường Lĩnh phủ và Hiển Đức phủ.
Cùng năm 923, Gia Luật A Bảo Cơ cùng Gia Luật Đức Quang đại phá quân Đảng Hạng..
Tháng 11 năm 923, hoàng đế Lý Tồn Úc của nhà Hậu Đường tiêu diệt nhà Hậu Lương của vua Chu Trấn.
Mùa xuân năm 924, quân Khiết Đan của hoàng đế Gia Luật A Bảo Cơ tấn công Lư Long của nhà Hậu Đường, tiến sâu vào tận Ngõa Kiều quan. Hoàng đế Lý Tồn Úc của nhà Hậu Đường cử Lý Tự Nguyên dẫn quân chống lại Khiết Đan, cùng Hoắc Ngạn Uy (khi ấy đã hàng Đường) làm phó. Tuy nhiên, lực lượng Khiết Đan của hoàng đế Gia Luật A Bảo Cơ đã sớm rút lui, Lý Tồn Úc triệu Lý Tự Nguyên về kinh - và để lại Đoàn Ngưng - lúc này được ban tên Lý Thiệu Khâm - trấn giữ quan. Không lâu sau đó, ngày Ất Tị (7) tháng 3 năm Giáp Thân (tức là ngày 13 tháng 4 năm 924), lại nhận được tin Khiết Đan của hoàng đế Gia Luật A Bảo Cơ xâm phạm nhà Hậu Đường lần nữa, nhưng Lý Tự Nguyên được lệnh giữ quân ở Hưng châu để dò xét động tĩnh của Khiết Đan, trong khi Lý Tùng Kha và Lý Thiệu Bân chỉ huy kị binh trấn giữ quan ải chống lại Khiết Đan.
Cùng năm 924 vua Đại Nhân Soạn của vương quốc Bột Hải huy động quân đội, xuất quân Bột Hải đánh đuổi quân Khiết Đan của Gia Luật A Bảo Cơ ra khỏi Liêu Đông phủ, tái chiếm lại Liêu Đông phủ, đưa biên giới vương quốc Bột Hải giáp với nhà Hậu Đường (đời vua Hậu Đường Trang Tông). Những tù binh Bột Hải từng bị quân Khiết Đan bắt giữ tại Liêu Đông phủ từ năm 918 đều được quân Bột Hải thả ra. Liêu Đông vương từ phía tây quay lại cai trị Liêu Đông phủ.
Cuối năm 924, hoàng đế Lý Tồn Úc của nhà Hậu Đường trao cho Lý Tự Nguyên 37.000 quân bảo hộ Biện châu, và đề phòng sự xâm lấn của Đại Khiết Đan quốc (đời hoàng đế Gia Luật A Bảo Cơ). Khi Lý Tự Nguyên đi đến Hưng Đường (tức Ngụy châu trước đây), ông ta đòi 500 bộ giáp phục từ phủ khố của Hưng Đường. Tướng giữ Hưng Đường, Trương Hiến, tin Lý Tự Nguyên cần giáp phục cho quân sĩ, nên cung cấp cho ông ta mà không cần có sự đồng ý của Lý Tồn Úc. Khi Lý Tồn Úc biết chuyện, rất bất bình, nói rằng: "Trương Hiến, chẳng hỏi lệnh của trẫm, tự ý lấy áo giáp của trẫm cho Lý Tự Nguyên. Đó là ý gì?". Lý Tồn Úc sau đó đã phạt Trương Hiến một tháng bổng lộc và thu hồi toàn bộ số giáp phục vừa trao cho Lý Tự Nguyên.
Không lâu sau đó, Lý Tự Nguyên đánh bại quân Khiết Đan của hoàng đế Gia Luật A Bảo Cơ ở Trác châu (涿州, nay thuộc Bảo Định). Trong lúc đó, Lý Tồn Úc quyết định bố trí lại các Tiết độ sứ địa phương để phòng bị quân Khiết Đan. Lý Tồn Úc dời Lý Thiệu Bân từ Hoành Hải đến Lư Long, nhưng lại nghĩ rằng Lý Thiệu Bân tuy có năng lực nhưng không mấy danh tiếng trong lòng quân lính, vì thế dời Lý Tự Nguyên đến trấn Thành Đức. Sau khi Lý Tự Nguyên nhận được lệnh dời trấn, vì gia đình ông ta đang ở Thái Nguyên, ông ta yêu cầu rằng Lý Tùng Kha, hiện đang ở Vệ châu dời đến Thái Nguyên để chăm sóc cho gia đình ông ta. Tuy nhiên, điều này khiến Lý Tồn Úc tức giận, nói:"Lý Tự Nguyên thân là đại tướng nắm giữ trọng trấn. Hắn ta phải biết rằng cả quân đội và triều chính đều là đặc quyền của trẫm, sao dám đòi hỏi cho con trai mình!". Lý Tồn Úc giáng chức Lý Tùng Kha, khiến Lý Tự Nguyên trở nên lo lắng, và viết thư biện bạch đến Lý Tồn Úc. Tuy nhiên, khi Lý Tự Nguyên xin đến Hưng Đường để yết kiến Lý Tồn Úc, thì Lý Tồn Úc từ chối. Trong khi đó, người thân tín của Lý Tồn Úc là Quách Sùng Thao lo sợ về ý chí của Lý Tự Nguyên, bí mật đề nghị tước binh quyền, thẩm chí giết chết ông ta; Lý Tồn Úc không theo.
Cũng trong thời gian cuối năm 924, vua Đại Nhân Soạn của vương quốc Bột Hải tiếp tục phái quân Bột Hải tấn công vào lãnh thổ của Đại Khiết Đan quốc (đời hoàng đế Gia Luật A Bảo Cơ).
Đầu năm 925, trong lúc đại quân của vương quốc Bột Hải (đời vua Đại Nhân Soạn) đang tấn công vào lãnh thổ của Đại Khiết Đan quốc (đời hoàng đế Gia Luật A Bảo Cơ), một tướng của vương quốc Bột Hải tên là Thần Đức (Sindeok) đã dẫn quân đội của mình từ Nam Hải phủ của vương quốc Bột Hải đến Cao Ly quy hàng vua Cao Ly Thái Tổ.
Lúc này nước Tân La (đời vua Tân La Cảnh Ai Vương) đang bị nước Hậu Bách Tế (đời vua Chân Huyên) liên tục tấn công áp đảo. Suy nghĩ về việc tìm kiếm liên minh từ bên ngoài để chống lại Hậu Bách Tế, vua Tân La Cảnh Ai Vương đã chọn Đại Khiết Đan quốc (đời hoàng đế Gia Luật A Bảo Cơ) và phái sứ giả sang Đại Khiết Đan quốc để lập liên minh giữa hai nước trong đầu năm 925. Tuy nhiên Đại Khiết Đan quốc đang bị quân đội của vương quốc Bột Hải (đời vua Đại Nhân Soạn) tấn công mãnh liệt. Toàn bộ Liêu Hà và vùng phía tây Liêu Hà của Đại Khiết Đan quốc đã rơi vào tay vương quốc Bột Hải. Kinh đô Lâm Hoàng (臨潢, nay thuộc Xích Phong, Nội Mông, Trung Quốc) của Đại Khiết Đan quốc đang trong tình trạng báo động. Vua Tân La Cảnh Ai Vương liền phái một đạo quân Tân La theo đường biển đi lên phía đông bắc đánh phá Nam Hải phủ và Long Nguyên phủ của vương quốc Bột Hải và phái một đạo quân Tân La đi đường biển lên phía tây bắc hỗ trợ Đại Khiết Đan quốc chống lại quân đội của vương quốc Bột Hải đang xâm lược.

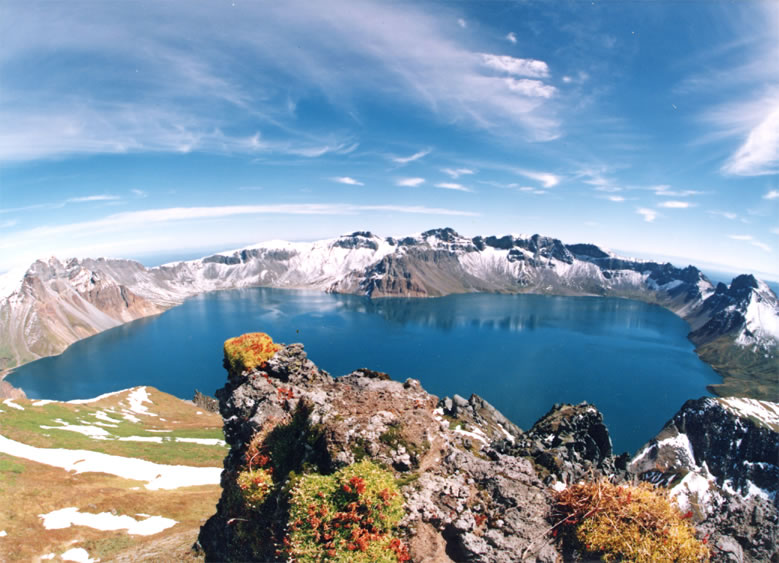
Thiên Trì thuộc núi Trường Bạch - Hõm chảo núi lửa lớn nhất thế giới.

Núi Trường Bạch (Baekdu, Bạch Đầu trong tiếng Triều Tiên) thuộc Áp Lục phủ trong lãnh thổ vương quốc Bột Hải (đời vua Đại Nhân Soạn) đã phun trào núi lửa một cách khủng khiếp vào thế kỷ thứ X (có khả năng là trong thời gian từ đầu năm 925 đến năm 947), ngọn núi khi đó nằm ở trung tâm của vương quốc Bột Hải. Núi Trường Bạch hiện vẫn còn một trong các hõm chảo núi lửa lớn nhất thế giới là Thiên Trì. Tro tàn của vụ phun trào này có thể tìm thấy trên một khu vực rộng lớn, thậm chí là trong lớp trầm tích tại miền bắc Nhật Bản (đời Thiên hoàng Daigo). Vụ nổ đã tạo ra một số lượng rất lớn tro núi lửa, gây thiệt hại nông nghiệp và tính ổn định của xã hội Bột Hải.
Do hậu quả của thiên tai này quá lớn nên vua Đại Nhân Soạn đã cho rút toàn bộ quân đội Bột Hải ra khỏi lãnh thổ Đại Khiết Đan quốc để về khắc phục hậu quả thiên tai của vương quốc Bột Hải. Sau đó, các chiến binh Tân La đã được hoàng đế Gia Luật A Bảo Cơ khen thưởng nhờ công lao giúp ông đánh đuổi quân Bột Hải xâm lược. Vua Đại Nhân Soạn đã bố trí đại quân Bột Hải ở Liêu Đông phủ để ngăn quân Khiết Đan thừa cơ Bột Hải đang gặp khó khăn sau thiên tai mà tấn công.
Thái tử Gia Luật Bội của hoàng đế Gia Luật A Bảo Cơ khi đó 26 tuổi, là một nhà thông thái, do vậy mang nhiều nét của giới quý tộc Trung Hoa; là một chuyên gia về âm nhạc, y học, bói toán, hội họa và văn chương (bằng cả tiếng Hán và Khiết Đan). Ông ta cũng là một quân nhân có đầy đủ tài năng.
Trong khi đó, hoàng đế Lý Tồn Úc của nhà Hậu Đường lên kế hoạch tiến công Tiền Thục (đời vua Vương Diễn). Lý Tồn Úc định lấy Lý Thiệu Khâm làm tướng chỉ huy, nhưng Quách Sùng Thao không đồng tình. Khi Lý Tự Nguyên được người ta tiến cử, Quách Sùng Thao tấu rằng ông ta cần phải ở Thành Đức ở ngăn chặn quân Khiết Đan của hoàng đế Gia Luật A Bảo Cơ xâm lấn. Thay vào đó, Lý Tự Nguyên đề nghị hoàng trưởng tử là Lý Kế Nghiệp thống lĩnh tam quân. Lý Tồn Úc đồng tình và đến cuối năm 925, ông ta biến các kế hoạch thành hành động. Lý Kế Nghiệp được Lý Tồn Úc phong làm Tây Xuyên tứ diện hành doanh đô thống, còn Quách Sùng Thao (郭崇韜) được Lý Tồn Úc phong làm Đông bắc diện hành doanh đô chiêu thảo chế trí đẳng sứ và là người chỉ huy chiến dịch trên thực tế. Quân Hậu Đường dưới trướng Lý Kế Nghiệp và Quách Sùng Thao chinh phục Tiền Thục, buộc hoàng đế Vương Diễn đầu hàng cuối năm 925. Lãnh thổ Tiền Thục rơi vào tay nhà Hậu Đường.
Cũng trong cuối năm 925 Gia Luật A Bảo Cơ cùng thái tử Gia Luật Bội và Gia Luật Đức Quang xuất quân đi xâm lược vương quốc Bột Hải (đời vua Đại Nhân Soạn). Để tránh tuyến phòng thủ của đại quân Bột Hải ở Liêu Đông phủ, quân Khiết Đan đã đi con đường vòng đến bao vây và tấn công Phù Dư phủ của vương quốc Bột Hải.
Thành Phù Châu (nay là Khai Nguyên, Liêu Ninh, Trung Quốc) thuộc Phù Dư phủ của vương quốc Bột Hải nhanh chóng rơi vào tay quân Khiết Đan. Phù Dư vương chạy đến trọng thành Phù Dư (夫餘, nay thuộc Tứ Bình, Cát Lâm, Trung Quốc) thuộc Phù Dư phủ của vương quốc Bột Hải. Vào ngày 21 tháng 12 âm lịch năm Ất Dậu (năm 925), tức là ngày 7 tháng 1 dương lịch năm Bính Tuất (năm 926), quân Khiết Đan do Gia Luật Bội (con trưởng của Gia Luật A Bảo Cơ) và Gia Luật Đức Quang (con thứ hai của Gia Luật A Bảo Cơ) chỉ huy tiến hành bao vây trọng thành Phù Dư của vương quốc Bột Hải. Hoàng đế Gia Luật A Bảo Cơ đích thân chỉ huy đại quân Khiết Đan trực chỉ kinh đô Thượng Kinh (nay là Ninh An, Hắc Long Giang, Trung Quốc) thuộc Long Tuyền phủ của vương quốc Bột Hải, nhằm bắt sống kẻ thù không đội trời chung suốt 20 năm qua là vua Đại Nhân Soạn.
Từ ngày 23 tháng 12 âm lịch năm Ất Dậu (năm 925) - tức là ngày 9 tháng 1 năm Bính Tuất (năm 926) đến ngày 2 tháng 1 âm lịch năm Bích Tuất - tức là ngày 18 tháng 1 năm 926, hoàng đế Gia Luật A Bảo Cơ đã dẫn quân Khiết Đan lần lượt đánh chiếm 4 thành của vương quốc Bột Hải là Túc Châu (nay là Cửu Đài, Cát Lâm, Trung Quốc) thuộc Túc Châu phủ, Mạc Châu (nay là A Thành, Hắc Long Giang, Trung Quốc) thuộc Mạc Hiệt phủ, Trung Kinh (nay là Hòa Long, Cát Lâm, Trung Quốc) thuộc Hiển Đức phủ và Đồng Châu (nay là Uông Thanh, Cát Lâm, Trung Quốc) thuộc Đồng Châu phủ. Túc Châu vương, Mạc Hiệt vương, Hiển Đức vương và Đồng Châu vương đều quy hàng quân Khiết Đan. Đến ngày 3 tháng 1 âm lịch năm Bích Tuất, tức là ngày 19 tháng 1 năm 926, trọng thành Phù Dư (夫餘, nay thuộc Tứ Bình, Cát Lâm, Trung Quốc) thuộc Phù Dư phủ bị quân Khiết Đan do Gia Luật Bội và Gia Luật Đức Quang chỉ huy đánh chiếm. (Điều này được xem là dấu chấm hết cho vương quốc Bột Hải, ngay cả khi vào lúc đó Gia Luật A Bảo Cơ vẫn chưa chiếm được kinh thành Thượng Kinh thuộc Long Tuyền phủ của vương quốc Bột Hải) Phù Dư vương quy hàng quân Khiết Đan. Vậy là chỉ trong vòng 10 ngày mà 5 thành trì quan trọng nhất của vương quốc Bột Hải là Túc Châu, Mạc Châu, Trung Kinh, Đồng Châu và trọng thành Phù Dư đều bị thất thủ trước đại quân Khiết Đan.
Vua Đại Nhân Soạn khẩn trương cử 30.000 quân Bột Hải đến hỗ trợ cho một lão tướng (老相) để ngăn cản bước tiến của quân Khiết Đan. Tuy nhiên lão tướng ấy cùng 30.000 quân Bột Hải đã gục ngã trước đội kỵ binh của người Khiết Đan do hoàng đế Gia Luật A Bảo Cơ chỉ huy.
Sau vài tháng đánh Bột Hải, quân Khiết Đan đã tràn ngập khắp đất nước Bột Hải. Những người Khiết Đan sinh sống trên lãnh thổ vương quốc Bột Hải từ thời Bột Hải Cao Vương cũng cầm vũ khí lên hỗ trợ quân đội Khiết Đan tiêu diệt vương quốc Bột Hải này. Mười bốn phủ còn lại của vương quốc Bột Hải là Long Tuyền phủ, Long Nguyên phủ, Nam Hải phủ, Áp Lục phủ, Trường Lĩnh phủ, Liêu Đông phủ, Định Lý phủ, An Biên phủ, Súy Tân phủ, Đông Bình phủ, Thiết Lợi phủ, Hoài Viễn phủ, An Viễn phủ và Doanh Châu phủ đều bị người Khiết Đan và quân đội Khiết Đan tấn công. Kinh đô Thượng Kinh (nay là Ninh An, Hắc Long Giang, Trung Quốc) nằm trên đồng cỏ rộng lớn thuộc Long Tuyền phủ của vương quốc Bột Hải bị quân Khiết Đan bao vây vào ngày 9 tháng 1 âm lịch năm Bính Tuất, tức là ngày 25 tháng 1 dương lịch năm 926.
Ngày 14 tháng 2 âm lịch năm Bính Tuất, tức là ngày 28 tháng 2 dương lịch năm 926, kinh đô Thượng Kinh (nay là Ninh An, Hắc Long Giang, Trung Quốc) thuộc Long Tuyền phủ của vương quốc Bột Hải thất thủ trước người Khiết Đan sau 34 ngày chiến đấu. Hoàng đế Gia Luật A Bảo Cơ cùng thái tử Gia Luật Bội chỉ huy binh sĩ Khiết Đan tràn vào thành Thượng Kinh. Vua cuối cùng của Bột Hải là Đại Nhân Soạn (khi đó hơn 50 tuổi) cùng Long Tuyền vương và 300 văn võ bá quan Bột Hải đã đầu hàng quân Khiết Đan. Vào thời điểm thất thủ, binh lính của vương quốc Bột Hải lên tới "hàng trăm nghìn" người theo Liêu sử. Thái tử Đại Quang Hiển (khi đó hơn 30 tuổi) đã tập hợp được một đội quân hàng vạn người Bột Hải đào thoát khỏi Thượng Kinh. Cung điện của Thượng Kinh đã bị đốt cháy bởi sự cướp bóc của quân đội Khiết Đan. Toàn bộ sách vở, tài liệu, thơ ca của vương quốc Bột Hải đều bị quân Khiết Đan thiêu hủy sạch sẽ. Do đó những thông tin hiện có ngày nay về vương quốc Bột Hải đều lấy từ các sách sử của Trung Quốc, Nhật Bản, Nga và Triều Tiên - Hàn Quốc.
Mười ba đại vương cai trị 13 phủ còn lại của vương quốc Bột Hải là Long Nguyên vương, Nam Hải vương, Áp Lục vương, Trường Lĩnh vương, Liêu Đông vương, Định Lý vương, An Biên vương, Súy Tân vương, Đông Bình vương, Thiết Lợi vương, Hoài Viễn vương, An Viễn vương và Doanh Châu vương đều quy hàng đại quân Khiết Đan của hoàng đế Gia Luật A Bảo Cơ. Vương quốc Bột Hải bị diệt vong sau 228 năm tồn tại với 15 đời vua.
Hoàng đế Gia Luật A Bảo Cơ đổi tên kinh đô Thượng Kinh (nay là Ninh An, Hắc Long Giang, Trung Quốc) thành pháo đài Hốt Hãn. Đại Nhân Soạn cùng toàn bộ hoàng tộc Bột Hải bị áp giải đến Đại Khiết Đan quốc, nhiều cư dân Bột Hải cũng bị ép phải di cư đến Đại Khiết Đan quốc, trong khi nhiều người dân của vương quốc Bột Hải bao gồm nhiều quý tộc Bột Hải (khoảng 200.000 người) đã chạy trốn đến Cao Ly (đời vua Cao Ly Thái Tổ) ở phía nam. Một phần đông người Bột Hải sống trộn lẫn các bộ lạc của người Hắc Thủy Mạt Hạt và người Tungus và từ từ hình thành nên bộ tộc Nữ Chân.

Khu vực do Đại Khiết Đan quốc kiểm soát. Vương quốc Đông Đan được tô màu xanh lam.

Gia Luật A Bảo Cơ đã lập ra vương quốc Đông Đan trên lãnh thổ cũ của vương quốc Bột Hải, với kinh thành đặt ở Phù Dư, và lập Gia Luật Bội làm vương, tước hiệu Nhân Hoàng vương (人皇王), ứng với tước hiệu của bản thân hoàng đế Gia Luật A Bảo Cơ là Thiên Hoàng đế và tước hiệu của hoàng hậu của ông là Địa Hoàng hậu. Một phần đất đai của Bột Hải được sáp nhập vào Đại Khiết Đan quốc và phần đất đai Bột Hải còn lại là nơi sinh sống của người Bột Hải gốc Cao Câu Ly vẫn giữ được độc lập. Gia Luật A Bảo Cơ trao cho con thứ Gia Luật Đức Quang hiệu Nguyên soái thái tử và cho Gia Luật Đức Quang thay thế Gia Luật Bội trông nom Lâm Hoàng (臨潢, nay thuộc Xích Phong, Nội Mông, Trung Quốc), nơi mà trước đây Gia Luật Bội từng phụ trách. Gia Luật A Bảo Cơ còn tiến hành thu biên người Nữ Chân của Bột Hải ở phương nam, gọi là Thục Nữ Chân, người Nữ Chân của Bột Hải ở phương bắc là Sinh Nữ Chân. Gia Luật A Bảo Cơ luôn có ý đồ nam hạ Trung Nguyên. Những người dân Bột Hải bị chinh phục ngay lập tức bắt đầu nổi dậy chống lại Đại Khiết Đan quốc của Gia Luật A Bảo Cơ từ năm 926.
Gia Luật Bội đã bước lên ngai vàng của vương quốc tại pháo đài Hốt Hãn, kinh đô Thượng Kinh của Bột Hải cũ, nay thuộc Ninh An, Hắc Long Giang, Trung Quốc. Vương quốc dùng tên Hán là Đông Đan, để tỏ lòng kính trọng với Đại Khiết Đan quốc ở phía tây.
Trong khi đó, vua Hậu Đường Minh Tông của nhà Hậu Đường tìm cách thiết lập quan hệ hữu hảo với Đại Khiết Đan quốc của Gia Luật A Bảo Cơ. Sau khi lên ngôi vào ngày 3 tháng 6 năm 926, vua Hậu Đường Minh Tông đã cử Diêu Khôn đi sứ Đại Khiết Đan quốc để thông báo cho Hoàng đế Gia Luật A Bảo Cơ biết về cái chết của vua Hậu Đường Trang Tông. Gia Luật A Bảo Cơ tìm cách bắt bẻ, trách cứ Diêu Khôn và hỏi tại sao Lý Tự Nguyên là thần tử mà dám cướp ngôi vua, nhưng Diêu Khôn đã đáp lại bằng cách dẫn ra quá khứ có phần tương tự của Gia Luật A Bảo Cơ, khiến ông cứng họng. Tuy nhiên, Gia Luật A Bảo Cơ lại ra yêu cách ép nhà Hậu Đường phải cắt nhượng bờ bắc Hoàng Hà cho ông. Diêu Khôn đáp rằng ông ta không có thẩm quyền làm điều đó, Gia Luật A Bảo Cơ liền bắt giam Diêu Khôn, và lại yêu cầu nhà Hậu Đường cắt nhượng ba trấn Lư Long, Thành Đức, Nghĩa Vũ cho Đại Khiết Đan quốc. Khi Diêu Khôn từ chối, Gia Luật A Bảo Cơ liền câu thúc Diêu Khôn ở mạn bắc, và hai bên không thể đi đến thỏa thuận hòa bình nào.
Thậm chí, Gia Luật A Bảo Cơ còn phái Gia Luật Đức Quang dẫn quân đi tấn công biên giới phía bắc nhà Hậu Đường. Quân Hậu Đường bại trận nhưng quân Khiết Đan rút lui khi hay tin hoàng đế Gia Luật A Bảo Cơ đã không còn khỏe nữa.
Một thời gian sau khi chinh phục vương quốc Bột Hải, Gia Luật A Bảo Cơ lâm bệnh. Ngày 6 tháng 9 năm 926, Gia Luật A Bảo Cơ mất ở thành Phù Dư, thọ 55 tuổi. Sau khi ông qua đời, Hoàng hậu Thuật Luật Bình của ông đã từ chối tuẫn táng cùng ông theo phong tục truyền thống của Khiết Đan, và bà ta chọn cách chặt đứt bàn tay phải để chôn theo ông. Thuật Luật Bình sau đó nắm giữ quyền lực về quân sự và dân sự, và có thể giám sát việc kế vị hoàng vị theo điều kiện của bà ta. Việc Hoàng hậu Thuật Luật Bình từ chối tử tử để tuẫn táng cùng Gia Luật A Bảo Cơ khiến phong tục lâu đời này của người Khiết Đan đã chấm dứt.

## Gia đình

### Phụ mẫu
- Phụ: Liêu Đức Tổ Gia Luật Tát Lạt (耶律撒剌)
- Mẫu: Tuyên Giản Hoàng hậu Tiêu Nham Chỉ Cân (萧岩只斤)

### Huynh đệ
- Gia Luật Lạt Cát (耶律剌葛), tự Suất Lại (率懒)
- Gia Luật Điệt Lạt (耶律迭剌), tự Vân Độc Côn (云独昆)
- Gia Luật Dần Để Thạch (耶律寅底石), tự A Tân (阿辛)
- Gia Luật An Đoan (耶律安端), tự Ôi Ẩn, Đông Đan Quốc vương (东丹国王)
- Gia Luật Tô (耶律苏), tự Độc Côn (独昆), Nam phủ Tể tướng

### Hậu phi
- Thuần Khâm Hoàng hậu Thuật Luật Bình (述律平) (Thuật Luật Nguyệt Lý Đóa, Tiêu thị)
- Cung nhân Tiêu thị (宫人萧氏)

### Con
- Con trai:
  - Gia Luật Bội (耶律倍), mẫu Thuật Luật Bình.
  - Gia Luật Đức Quang (耶律德光), mẫu Thuật Luật Bình.
  - Gia Luật Lý Hồ (耶律李胡), mẫu Thuật Luật Bình.
  - Gia Luật Nha Lý Quả (耶律牙里果), mẫu Tiêu thị.
- Con gái: 
  - Gia Luật Chất Cổ (耶律质古), mẫu Thuật Luật Bình.